# Lamprosema infuscalis
Lamprosema infuscalis là một loài bướm đêm trong họ Crambidae.